# Общий каталог туманностей и скоплений
Общий каталог туманностей и скоплений (англ. General Catalogue of Nebulae and Clusters of Stars или «GC») — астрономический каталог, опубликованный в 1864 году Джоном Гершелем.
«Каталог туманностей и скоплений звезд» (англ. Catalogue of Nebulae and Clusters of Stars или «CN») был впервые опубликован в 1786 году Уильямом Гершелем при содействии его сестры Кэролайн Гершель в «Философских трудах Лондонского королевского общества». В 1789 году он добавил в него ещё 1000 записей, и ещё 500 в 1802 году, в результате чего общее количество записей достигло 2500. В 1864 году Джон Гершель (сын Уильяма) расширил «CN» до «Общего каталога туманностей и скоплений звезд», который содержал 5079 записей.
В 1878 году Джон Луи Эмиль Дрейер опубликовал приложение к «Общему каталогу». В 1886 году он предложил составить второе дополнение к «Общему каталогу», но Королевское астрономическое общество попросило Дрейера вместо этого составить новую версию, что привело к публикации в 1888 году «Нового общего каталога». Позже он был расширен двумя Индекс-каталогами (IC I и IC II), добавившими ещё 5326 записей в 1895 и 1908 году.